# سنتارا جراند ومركز بانكوك للمؤتمرات
سنتارا جراند ومركز بانكوك للمؤتمرات (بالتايلندية: โรงแรมเซ็นทารา แกรนด์ และบางกอก คอนเวนชัน เซ็นเตอร์ แอท เซ็นทรัลเวิลด์) يقع سنتارا جراند سنترال وورد، هو عبارة عن فندق يقع في منطقة منطقة باثون وان في بانكوك عاصمة تايلاند. الفندق يمثل شركة فنادق ومنتجعات سنتارا.

## المرافق
يحتوي الفندق على حمام سباحة، ومجموعة متعددة من المطاعم والبارات، ومركز للياقة البدنية، ومنتجع صحي، وجاكوزي، وساونا وغرف بخار، ومركز لرجال الأعمال، وملعبي تنس مضاءان وموقف داخلي للسيارات. يضم مركز بانكوك للمؤتمرات في سنترال وورلد أكثر من 10.000 متر مربع من المساحة المخصصة للوظائف. يضم الفندق مركز سنترال وورد للحياة ومركز التسوق الذي يضم أكثر من 500 متجر و50 مطعمًا و15 مسرح وقاعة لعرض الأفلام.